# エドワード・ピアソン・ラムゼー

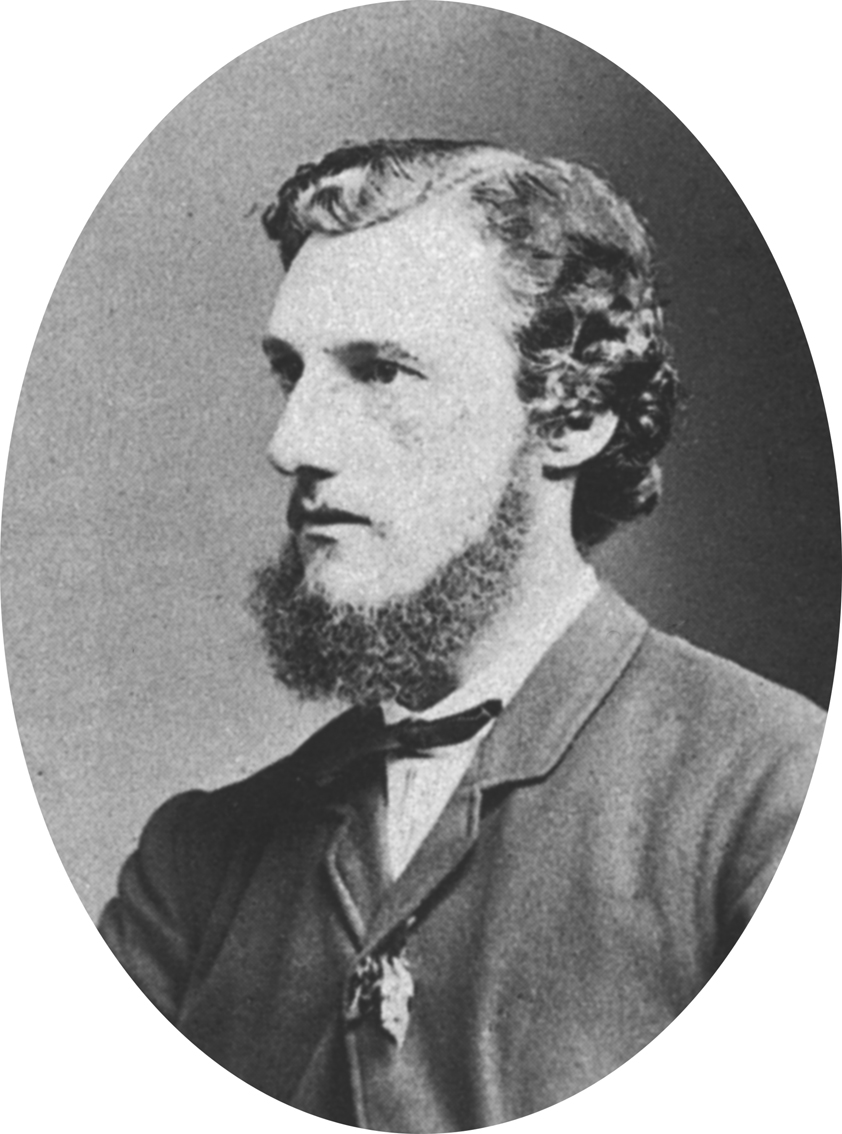
Edward Pierson Ramsay

エドワード・ピアソン・ラムゼー（Edward Pierson Ramsay、1842年12月3日 - 1916年12月16日）は、オーストラリアの鳥類学を専門にする動物学者である。

## 生涯
シドニーの Long Coveに生まれた。パラマタのキングズ・スクールで学んだ後、1863年からシドニー大学で医学を学ぶが、卒業することはなかった。動物学の公的な教育を受けることはなかったが、博物学に熱心に取り組む、多くの論文を書いた。1863年にニューサウスウェールズ昆虫学会の保管係（treasurer）であり、『オーストラリアの鳥卵学』（"Oology of Australia"）に関する論文をフィロソフィカル・ソサェティに寄稿した。フィロソフィカル・ソサェティがニューサウスウェールズ王立協会に改組されると、フィロソフィカル・ソサェティでの活動が評価されて終身会員に選ばれた。
1868年に兄弟とクィーンズランドでサトウのプランテーションを始めるが、成功しなかった。1874年に創立されたニューサウスウェールズ・リンネ協会の創立メンバーであり、創立から1892年まで運営委員会のメンバーであった。オーストラリア博物館の、オーストラリア人として最初の学芸員になり、原住民の武器、衣服、食器、装飾品の多くを収集品に加えた。1876年から健康を害して辞任する1894年まで、シドニーのオーストラリア博物館のオーストラリアの鳥類の目録を出版した。
1883年にロンドンで開かれた国際魚類展示会に参加し、インド、ビルマ、マレーシアなどで数十年に渡り、魚類を収集した軍医のフランシス・デイと出会った。デイから収集品の一部を購入した。学芸員を辞任後もコンサルタントとして博物館に貢献した。
スッポンモドキ（Carettochelys insculpta）やジャイアントバンディクート（Peroryctes broadbenti）、ハイガシラヤブヒタキ（Heteromyias cinereifrons）、キガタキンショウジョウインコ (Alisterus chloropterus) などを記載した。